# مايك باتريك (صحفي)
مايك باتريك (بالإنجليزية: Mike Patrick) هو صحفي ومعلق رياضي أمريكي، ولد في 9 سبتمبر 1944 في كلاركسبورغ في الولايات المتحدة.